# Susannah York
Susannah York, pseudonimo di Susannah Yolande Fletcher (Londra, 9 gennaio 1939 – Londra, 15 gennaio 2011), è stata un'attrice britannica.

## Biografia

### Cinema
Dopo essersi diplomata alla Royal Academy of Dramatic Arts di Londra, Susannah York iniziò la sua carriera nel cinema nel 1960 recitando in Whisky e gloria di Ronald Neame, con Alec Guinness e John Mills, per poi farsi conoscere meglio al grande pubblico con il ruolo di una paziente in Freud - Passioni segrete (1962) di John Huston e soprattutto per il ruolo di Sophie Western in Tom Jones (1963) di Tony Richardson, accanto ad Albert Finney. 
Impostasi rapidamente anche all'attenzione della critica come una delle più raffinate e talentuose attrici britanniche della sua generazione, negli anni sessanta la York partecipò a numerosi film girati tra Inghilterra e Stati Uniti, tra cui La settima alba (1964) di Lewis Gilbert, Le sabbie del Kalahari (1965) di Cy Endfield, La truffa che piaceva a Scotland Yard (1966) di Jack Smight, Un uomo per tutte le stagioni (1966) di Fred Zinnemann, L'assassinio di Sister George (1968) di Robert Aldrich, I lunghi giorni delle aquile (1969) di Guy Hamilton. Raggiunse l'apice della carriera nel 1969 con il ruolo di Alice Leblanc in Non si uccidono così anche i cavalli? di Sydney Pollack, per il quale nel 1970 ottenne una candidatura all'Oscar alla miglior attrice non protagonista e il premio BAFTA nella medesima categoria. Sempre nel 1969 fece parte del folto cast del film satirico di produzione britannica Oh, che bella guerra! di Richard Attenborough.
Negli anni seguenti la York si distinse per le sue partecipazioni ai film Lo strano triangolo (1970) di Jack Lee Thompson, Una vampata di vergogna (1971) di Mark Robson, Images (1972) di Robert Altman, con il quale ottenne il premio per la miglior interpretazione femminile al 25º Festival di Cannes, X Y e Zi (1972) di Brian G. Hutton, Gli uomini falco (1976) di Douglas Hickox, L'australiano (1978) di Jerzy Skolimowski, L'amico sconosciuto (1978) di Daryl Duke, Alla 39ª eclisse (1980) di Mike Newell. Interpretò inoltre la parte di Lara, madre di Clark Kent, in Superman (1978) di Richard Donner e nei sequel Superman II (1980) di Richard Lester e Superman IV (1987) di Sidney J. Furie. Nel 1987 e nel 1993 si trasferì in Italia per girare Barbablù, Barbablù di Fabio Carpi e Piccolo grande amore di Carlo Vanzina. In seguito diradò le proprie apparizioni sul grande schermo, per privilegiare il lavoro in teatro e in televisione.
In occasione della sua candidatura agli Academy Awards nel 1970, si dichiarò offesa per essere stata candidata senza che le fosse stato chiesto il permesso; l'attrice, tuttavia, partecipò alla cerimonia della consegna, e il premio venne assegnato a Goldie Hawn per Fiore di cactus di Gene Saks.

### Scrittura
La sua carriera di scrittrice è meno conosciuta, anche se negli anni '70 pubblicò due racconti fantasy per bambini, In cerca degli Unicorni (In Search of Unicorns), che fu citato nel film Images, e Il castello di Lark (1976).

### Teatro
Nel 1978 Susannah York recitò al New End Theatre a Londra in The Singular Life of Albert Nobbs con Lucinda Childs, diretta dalla regista francese Simone Benmussa.
L'anno successivo recitò in lingua francese a Parigi nella commedia di Henry James: Appearances con Sami Frey, ancora diretta dalla Benmussa.
Negli anni '80, di nuovo sotto la regia della Benmussa, recitò in For no Good Reason con Susan Hampshire, adattamento di un racconto breve di George Henry Moore.
Nel 2007 partecipò al tour britannico dell'adattamento di un'altra opera di Henry James The Wings of the Dove, e continuò a interpretare il suo solo-show, acclamato a livello internazionale, The Loves of Shakespeare's Women.
Nel 2008 ha interpretato il ruolo di Nelly in un adattamento di April De Angelis di Cime tempestose.

## Vita privata
Susannah York nel 1960 sposò Michael Wells, dal quale ebbe due figli, Orlando e Sasha, ma divorziò nel 1976. Orlando Wells diede a Susannah il suo primo nipote nel 2007. Orientata politicamente a sinistra, ha sostenuto pubblicamente Mordechai Vanunu.
Nel 2010 le venne diagnosticato un tumore, rifiutò la chemioterapia e partecipò all'opera di Ronald Harwood Quartet. Morì al Royal Marsden Hospital di Londra per mieloma multiplo il 15 gennaio 2011, sei giorni dopo il 72º compleanno.

## Filmografia

### Attrice

#### Cinema
- Whisky e gloria (Tunes of Glory), regia di Ronald Neame (1960)
- A me piace la galera (There Was a Crooked Man), regia di Stuart Burge (1960)
- Quell'estate meravigliosa (The Greengage Summer), regia di Lewis Gilbert (1961)
- Freud - Passioni segrete (Freud: The Secret Passion), regia di John Huston (1962)
- Tom Jones, regia di Tony Richardson (1963)
- La settima alba (The 7th Dawn), regia di Lewis Gilbert (1964)
- Scene Nun, Take One, regia di Maurice Hatton (1964) - corto
- Le sabbie del Kalahari (Sands of Kalahari), regia di Cy Endfield (1965)
- Scruggs, regia di David Hart (1965)
- La truffa che piaceva a Scotland Yard (Kaleidoscope), regia di Jack Smight (1966)
- Un uomo per tutte le stagioni (A Man for All Seasons), regia di Fred Zinnemann (1966)
- Sebastian, regia di David Greene (1968)
- L'assassinio di Sister George (The Killing of Sister George), regia di Robert Aldrich (1968)
- Duffy, il re del doppio gioco (Duffy), regia di Robert Parrish (1968)
- Lock Up Your Daughters!, regia di Peter Coe (1969)
- Oh, che bella guerra! (Oh! What a Lovely War), regia di Richard Attenborough (1969)
- I lunghi giorni delle aquile (Battle of Britain), regia di Guy Hamilton (1969)
- Non si uccidono così anche i cavalli? (They Shoot Horses, Don't They?), regia di Sydney Pollack (1969)
- Lo strano triangolo (Country Dance), regia di Jack Lee Thompson (1970)
- Una vampata di vergogna (Happy Birthday, Wanda June), regia di Mark Robson (1971)
- X Y e Zi (Zee and Co.), regia di Brian G. Hutton (1972)
- Images, regia di Robert Altman (1972)
- Gold - Il segno del potere (Gold), regia di Peter R. Hunt (1974)
- Le serve (The Maids), regia di Christopher Miles (1975)
- Toccarlo... porta fortuna (That Lucky Touch), regia di Christopher Miles (1975)
- Un colpevole senza volto (Conduct Unbecoming), regia di Michael Anderson (1975)
- Gli uomini falco (Sky Riders), regia di Douglas Hickox (1976)
- Le mirabili avventure di Eliza Frazer (Eliza Fraser), regia di Tim Burstall (1976)
- L'australiano (The Shout), regia di Jerzy Skolimowski (1978)
- L'amico sconosciuto (The Silent Partner), regia di Daryl Duke (1978)
- Long Shot, regia di Maurice Hatton (1978)
- Superman, regia di Richard Donner (1978)
- Alla 39ª eclisse (The Awakening), regia di Mike Newell (1980)
- Ricominciare ad amarsi ancora (Falling in Love Again), regia di Steven Paul (1980)
- Superman II, regia di Richard Lester (1980)
- La scappatoia unico spiraglio (Loophole), regia di John Quested (1981)
- Late Flowering Love, regia di Charles Wallace (1981) - corto
- Alice (Alicja), regia di Jacek Bromski e Jerzy Gruza (1982)
- Barbagialla, il terrore dei sette mari e mezzo (Yellowbeard), regia di Mel Damski (1983)
- Bella da morire (Prettykill), regia di George Kaczender (1987)
- Mio min mio, regia di Vladimir Grammatikov (1987)
- Superman IV (Superman IV: The Quest for Peace), regia di Sidney J. Furie (1987) - voce
- Barbablù, Barbablù, regia di Fabio Carpi (1987)
- Un amore d'estate (A Summer Story), regia di Piers Haggard (1988)
- Basta chiedere per Diamond (Just Ask for Diamond), regia di Stephen Bayly (1988)
- American Roulette, regia di Maurice Hatton (1988)
- Melancholia, regia di Andi Engel (1989)
- En håndfull tid, regia di Martin Asphaug (1989)
- Fate - Ai confini dell'estasi (Fate), regia di Stuart Paul (1990)
- The Higher Mortals, regia di Colin Finbow (1993)
- Piccolo grande amore, regia di Carlo Vanzina (1993)
- Un inguaribile romantico (So This Is Romance?), regia di Kevin W. Smith (1997)
- Diana & Me, regia di David Parker (1997)
- Loop, regia di Allan Niblo (1997)
- Jean, regia di Anthony Fabian (2000) - corto
- The Book of Eve, regia di Claude Fournier (2002)
- Highway, regia di Xavier Koller (2002)
- Visitors, regia di Richard Franklin (2003)
- Prick, regia di Anthony Fabian (2005) - corto
- The Gigolos, regia di Richard Bracewell (2006)
- The Stoning, regia di Harald Holzenleiter (2006)
- Welcome to World War One, regia di Lancelot Narayan (2006) - corto
- Maude, regia di James Hughes (2007) - corto
- Franklyn, regia di Gerald McMorrow (2008)
- The Calling, regia di Jan Dunn (2009)

#### Televisione
- BBC Sunday-Night Theatre - serie TV, 1 episodio (1959)
- All Aboard - serie TV, 2 episodi (1959)
- ITV Television Playhouse - serie TV, 2 episodi (1959-1961)
- ITV Play of the Week - serie TV, 2 episodi (1959-1961)
- Armchair Theatre - serie TV, 7 episodi (1959-1972)
- The Richest Man in the World, regia di George R. Foa - film TV (1960)
- The First Gentleman, regia di Philip Dale - film TV (1961)
- The Slaughter of St. Teresa's Day - film TV (1962)
- The Tiger and the Horse - film TV (1962)
- Thursday Theatre - serie TV, 1 episodio (1965)
- Mystery and Imagination - serie TV, 1 episodio (1966)
- Jackanory - serie TV, 5 episodi (1966)
- Theatre 625 - serie TV, 2 episodi (1966-1967)
- ITV Playhouse - serie TV, 1 episodio (1968)
- Jane Eyre nel castello dei Rochester (Jane Eyre), regia di Delbert Mann - film TV (1970)
- I misteri di Orson Welles (Great Mysteries) - serie TV, 1 episodio (1973)
- Fallen Angels, regia di Donald McWhinnie - film TV (1974)
- A Month in the Country, regia di Quentin Lawrence - film TV (1977)
- The Golden Gate Murders, regia di Walter Grauman - film TV (1979)
- Il principe reggente (Prince Regent), regia di Michael Simpson e Michael Hayes - miniserie TV (1979)
- Second Chance - serie TV, 6 episodi (1981)
- We'll Meet Again, regia di Tony Wharmby, Christopher Hodson, John Reardon e Peter Cregeen - miniserie TV (1982)
- Nelly's Version, regia di Maurice Hatton - film TV (1983)
- Una favola fantastica (A Christmas Carol), regia di Clive Donner - film TV (1984)
- Love Boat - serie TV, 2 episodi (1985)
- Star Quality, regia di Alan Dossor - film TV (1985)
- Daemon, regia di Colin Finbow - film TV (1985)
- The Two Ronnies - serie TV, 1 episodio (1986)
- Timewatch - serie TV, 1 episodio (1989)
- After the War, regia di John Madden, John Glenister, Nicholas Renton e Michael Cox - miniserie TV (1989)
- The Ray Bradbury Theater - serie TV, 1 episodio (1989)
- Quattro piccole donne - serie TV, 1 episodio (1989)
- Screen Two - serie TV, 1 episodio (1990)
- Boon - serie TV, 1 episodio (1990)
- Devices and Desires (Devices and Desires), regia di John Davies - miniserie TV (1991)
- Trainer - serie TV, 23 episodi (1991-1992)
- Illusioni (Illusions), regia di Victor Kulle - film TV (1992)
- Ruth Rendell Mysteries - serie TV, 1 episodio (1997)
- St. Patrick: The Irish Legend, regia di Robert Hughes - film TV (2000)
- Holby City - serie TV, 9 episodi (2003)
- Casualty - serie TV, 2 episodi (2004)
- Missing - serie TV, 1 episodio (2010)
- Doctors - serie TV, 1 episodio (2010)

### Soggetto
- Images, regia di Robert Altman (1972)
- Ricominciare ad amarsi ancora (Falling in Love Again), regia di Steven Paul (1980)

## Riconoscimenti
- Premio Oscar
  - 1970 – Candidatura alla miglior attrice non protagonista per Non si uccidono così anche i cavalli?

## Doppiatrici italiane
Nelle versioni in italiano dei suoi film, Susannah York è stata doppiata da:
- Maria Pia Di Meo in Freud - Passioni segrete, Tom Jones, La settima alba, Le sabbie del Kalahari, Un uomo per tutte le stagioni, Toccarlo... porta fortuna, Un colpevole senza volto, Alla 39ª eclisse, Ricominciare ad amarsi ancora, Piccolo grande amore
- Rita Savagnone in L'assassinio di Sister George, Images, L'australiano, Superman, Superman II
- Fiorella Betti in I lunghi giorni delle aquile, Jane Eyre nel castello dei Rochester, X Y e Zi
- Dhia Cristiani in Whisky e gloria
- Lorenza Biella in Non si uccidono così anche i cavalli?
- Melina Martello in Gold - Il segno del potere
- Liliana Jovino in L'amico sconosciuto
- Noemi Gifuni in Il principe reggente
- Susanna Javicoli in Alice
- Marzia Ubaldi in Quattro piccole donne
- Paila Pavese in Visitors
- Carmen Onorati in Franklyn

Da doppiatrice è sostituita da:
- Vittoria Febbi in Superman IV